# Houston (Mississippi)
Pour les articles homonymes, voir Houston (homonymie).
La ville de Houston est le siège du comté de Chickasaw, situé dans l'État du Mississippi, aux États-Unis. Sa population s'élevait à 3 797 habitants lors du recensement de 2020.